# Túpolev Tu-160
El Túpolev Tu-160 (Designació OTAN: Blackjack és un bombarder pesant estratègic supersònic de geometria variable desenvolupat per l'empresa aeronàutica Túpolev a la Unió Soviètica. Fou el darrer disseny soviètic per a un bombarder estratègic, sent l'avió de combat més pesant i l'avió supersònic i avió de geometria variable més gran mai construït. Va entrar en servei l'any 1987 i 16 unitats de l'avió segueixen en servei a la Força Aèria Russa.
És l'avió més potent que mai s'hagi construït fins ara, i supera al seu anàleg B-1 Lancer. El Tu-160 té diversos rècords mundials, com el d'haver volat 1.000 km amb 30 tones de càrrega útil a una velocitat mitjana de 1.720 km/h i 2.000 km amb 275 tones de pes a una velocitat mitjana 1.678 km/h a 11.250 metres d'altura. El 2020 el Ministeri de Defensa de Rússia va anunciar que havia batut el seu propi rècord, i alhora l'absolut mundial en avions d'aquest tipus, de distància i temps de vol, 20.000 km i 25 hores de vol seguides.
Es calcula que té potencial per a seguir en servei fins a l'any 2040.